# Ожига (оружие)

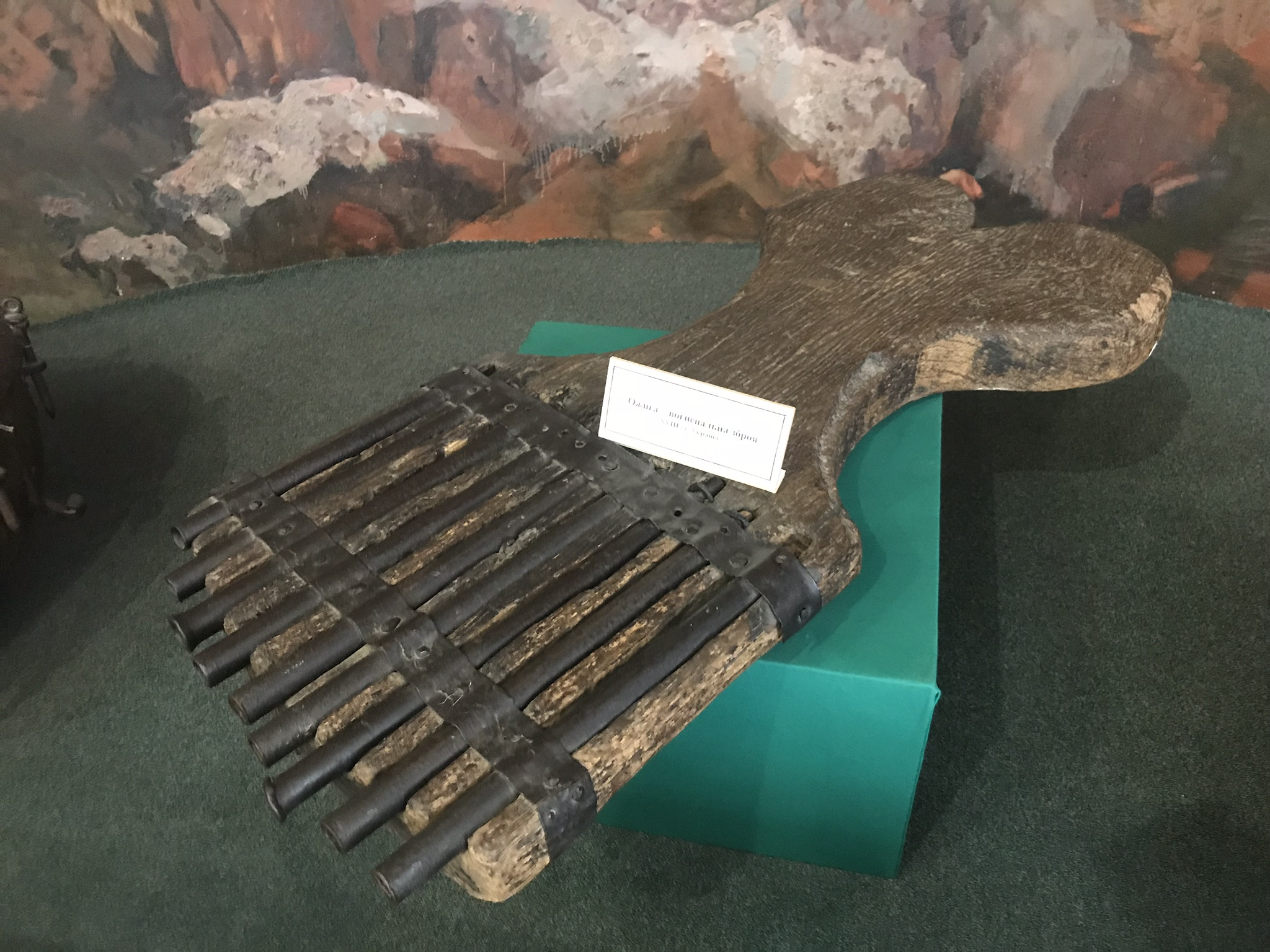
Ожига – огнестрельное оружие, XVIII в., Украина. Национальный музей истории Украины, Киев

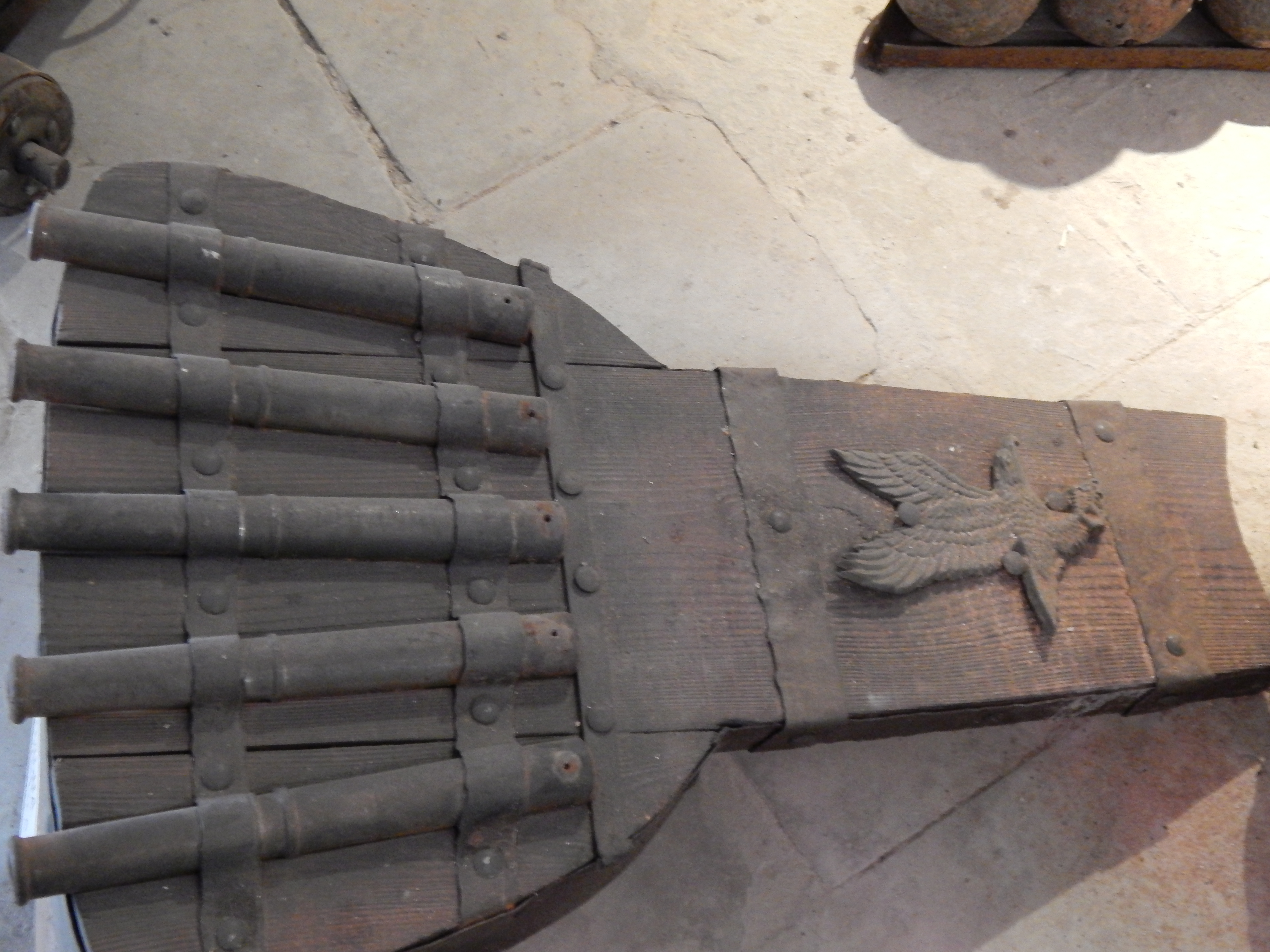
Сохранившийся образец лёгкой пятиствольной крепостной ожиги в Хотинской крепости

Ожи́га — многоствольное огнестрельное оружие, распространённое среди запорожского казачества в XV—XVII вв.

## Описание
Ожига представляла собой орудийный блок из нескольких стволов, установленных на плоской горизонтальной ложе в одном направлении, иногда под углом в обе стороны от своей продольной оси (если предполагалось вести стрельбу дробью, картечью, или мелким камнем). Как и другие вооружения казачьих войск, не имеющих собственного цехового оружейного производства или зачатков военной промышленности, изготавливалась кустарным способом. Инкрустация и украшение деталей ожиги художественной резьбой по дереву и металлу осуществлялась каждым мастером по собственному усмотрению или по индивидуальным предпочтениям заказчика, если оружие изготавливалось под заказ. В этой связи, каждая ожига представляет собой уникальный образец — произведение искусства казачьих мастеров-оружейников (гармашей). В отличие от прицельной стрельбы из других образцов стрелкового оружия того времени, которое удерживалось на вытянутой руке (пиштоль) или с плечевого упора (рушница или фузия), прицельная стрельба из ожиги требовала особой подготовки и квалификации, поэтому стрелки из ожиги выделялись в отдельную воинскую специальность.

## Предназначение
Несимметричность стволов друг другу по длине, калибру и расположению относительно продольной оси в сочетании со сложностью ведения прицельного огня снижала боевые возможности ожиги при стрельбе на дальность прямого выстрела, поэтому наиболее эффективным способом её применения было применение в ближнем бою против скоплений сил противника стрельбой «на картечь» по живой силе: в обороне — в ходе отражения атак пехоты и кавалерии, наступающих в плотных боевых порядках на открытой, хорошо простреливаемой местности, а также в ходе действий из засады на противника, движущегося в походном строю, и в наступлении — в ходе внезапного огневого налёта на противника, расположившегося на привале.

## Разновидности
В зависимости от калибра, длины и толщины стенок стволов, а также общей массы оружия в снаряжённом состоянии, ожиги подразделялись на лёгкие (ручное оружие), носимые расчётом или стрелком в одиночку, либо на коне вьючным способом, в полевых условиях оружие носилось на ремне или непосредственно в руках, стрельба велась с сошки стоя или с колена, либо с импровизированного самодельного станка; и тяжёлые (полевая артиллерия), перевозимые в повозке или на колёсном лафете. Количество стволов варьировалось от трёх-четырёх до нескольких десятков (отсюда ещё одно название ожиги — «сорока», то есть «сорокаствольная»). Тяжёлая ожига могла устанавливаться в качестве палубной артиллерии лёгких казачьих парусно-гребных кораблей (чаек) как средство огневого прикрытия штурмовых действий абордажной команды.